# 中華民國台灣南部美術協會
中華民國台灣南部美術協會，簡稱「南部展」。1953年由劉啟祥等前輩畫家成立，於1997年成為全國性立案的藝術團體，至今成立已超過一甲子，仍每年舉辦全國性徵畫比賽、年年於高雄市文化中心展出。

## 美術貢獻
南部展是高雄市成立歷史最久的畫會，當年高雄只有一個南部展，如今向高雄市社會局立案的畫會有七十餘會，每天都有幾個藝術發表會，南部展對於戰後以來高雄地區美術人才的培育以及風氣帶動貢獻極大。

## 早期南部展發起
1953 年 8 月，第一屆南部展首次籌備研議 ，研擬了逐年由高雄、臺南、嘉義輪流主辦之展覽模式。當時參與研議的發起人中，劉啟祥、張啟華、劉清榮為高美會成員，郭柏川、曾添福、謝國鏞、張常華則為臺南美術研究會(簡稱 「南美會」)之成員，至於顏水龍則與劉啟祥同屬臺陽展協會員、省展評審委員， 又同具留日旅法資歷之深交。
根據藝術史學家黃冬富教授所撰寫的「臺灣南部美術協會‧南部展」之研究」一文指出，南美會會長郭柏川，與劉啟祥同樣具有留日背景的前輩西畫家，由於個人創作理念及人際考量，他終其一生始終沒加入臺陽美協，甚至也有要求他所領導的南美會會員不准加入臺陽美協之說法。但1953年南部展籌備之初，他卻不排斥與臺陽美協關係極為密切的高美會合作，出席參與南部展籌備之研議以及合作。顯示出個性內斂的劉啟祥，對於帶動南臺灣藝術的熱忱，打動了個性堅毅強明的郭柏川，因而營造出初期南部展之盛況。

## 發展更迭
1961 年南部美協正式成立時會員已達 50 人，就數量之多而言，為當時罕見。1970年代已至百餘人，除西畫外，也展出國畫、雕塑等。
1997 年正式向內政部申請立案，全名為「中華民國臺灣南部美協會」，成為全國性藝術社團。劉啟祥任第一屆理事長。並選出常務理事詹浮雲、張金發、陳瑞福、周天龍；秘書長為劉俊禎，理事有劉耿一、王五謝、詹益秀、陳文龍、蘇連陣(兼副秘書長)、陳石連、呂浮生、呂錦堂、李真璋、顏雍宗，候補理事蘇嘉男，自此邁入體制化。
1998 年 4 月 27 日，協會靈魂核心的劉啟祥去世，由候補理事長詹浮雲等人接下辦展事務。由於劉啟祥在臺灣畫壇擁有崇高輩份和聲望，南部展雖歷經不少大環境變革的挑戰，仍在南部畫壇與臺灣畫界裡維持份量。這一年(第四十六週年)特邀南美會以及 嘉義縣美術協會(簡稱「嘉美會」)，於高雄市立文化中心舉行聯展。
2013年-2018年理事長由劉啟祥五子、油畫家劉俊禎接任，第63屆南部展，參展藝術家不僅有五位80歲以上藝高望重的老藝術家：91歲最高齡黃明聰、詹浮雲、周天龍、陳瑞福，劉啟祥妻子陳金蓮也同展出。現任理事長為李學富。

## 外部連結
中國時報：第63年南部展 規模最大也最老